# Alemania Federal en la Copa Mundial de Fútbol de 1978
La selección de Alemania Federal fue uno de los 16 equipos participantes en la Copa Mundial de Fútbol de 1978. torneo que se llevó a cabo del 1 al 25 de junio en Argentina.
Fue la novena participación de Alemania Federal, que formó parte del Grupo 2, junto a México, Polonia y Túnez.

## Jugadores
| #  | Nombre                   | Posición      | Edad | Club                     |
| -- | ------------------------ | ------------- | ---- | ------------------------ |
| 1  | Sepp Maier               | Portero       | 34   | Bayern Munich            |
| 2  | Berti Vogts              | Defensor      | 31   | Borussia Mönchengladbach |
| 3  | Bernard Dietz            | Defensor      | 30   | MSV Duisburgo            |
| 4  | Rolf Rüssmann            | Defensor      | 27   | Schalke 04               |
| 5  | Manfred Kaltz            | Defensor      | 25   | Hamburger SV             |
| 6  | Rainer Bonhof            | Mediocampista | 26   | Borussia Mönchengladbach |
| 7  | Rüdiger Abramczik        | Delantero     | 22   | Schalke 04               |
| 8  | Herbert Zimmermann       | Defensor      | 23   | FC Colonia               |
| 9  | Klaus Fischer            | Delantero     | 28   | Schalke 04               |
| 10 | Heinz Flohe              | Mediocampista | 30   | FC Colonia               |
| 11 | Karl-Heinz Rummenigge    | Delantero     | 22   | Bayern Munich            |
| 12 | Hans-Georg Schwarzenbeck | Defensor      | 30   | Bayern Munich            |
| 13 | Harald Konopka           | Defensor      | 25   | FC Colonia               |
| 14 | Dieter Müller            | Delantero     | 24   | FC Colonia               |
| 15 | Erich Beer               | Mediocampista | 31   | Hertha de Berlín         |
| 16 | Bernhard Cullmann        | Mediocampista | 28   | FC Colonia               |
| 17 | Bernd Hölzenbein         | Delantero     | 32   | Eintracht Frankfurt      |
| 18 | Gerd Zewe                | Mediocampista | 28   | Fortuna Düsseldorf       |
| 19 | Ronald Worm              | Delantero     | 24   | MSV Duisburgo            |
| 20 | Hansi Müller             | Mediocampista | 20   | VfB Stuttgart            |
| 21 | Rudi Kargus              | Portero       | 25   | Hamburger SV             |
| 22 | Dieter Burdenski         | Portero       | 27   | Werder Bremen            |
| DT | Helmut Schön             |               |      |                          |

## Participación

### Primera fase

#### Grupo 2
| Equipo           | Pts | PJ | PG | PE | PP | GF | GC | Dif |
| ---------------- | --- | -- | -- | -- | -- | -- | -- | --- |
| Polonia          | 5   | 3  | 2  | 1  | 0  | 4  | 1  | 3   |
| Alemania Federal | 4   | 3  | 1  | 2  | 0  | 6  | 0  | 6   |
| Túnez            | 3   | 3  | 1  | 1  | 1  | 3  | 2  | 1   |
| México           | 0   | 3  | 0  | 0  | 3  | 2  | 12 | -10 |

| 1 de junio de 1978, 15:00 | Alemania Federal | 0:0     | Polonia | Estadio Monumental, Buenos Aires                           |                                                            |
|                           |                  | Reporte |         | Asistencia: 67 579 espectadores Árbitro(s): Ángel Coerezza | Asistencia: 67 579 espectadores Árbitro(s): Ángel Coerezza |

| 6 de junio de 1978, 16:45 | Alemania Federal                                                 | 6:0 (4:0) | México | Estadio Olímpico de Córdoba, Córdoba                     |                                                          |
|                           | D.Müller 15' · H.Müller 30' · Rummenigge 38' 73' · Flohe 44' 89' | Reporte   |        | Asistencia: 35 258 espectadores Árbitro(s): Farouk Bouzo | Asistencia: 35 258 espectadores Árbitro(s): Farouk Bouzo |

| 10 de junio de 1978, 16:45 | Alemania Federal | 0:0     | Túnez | Estadio Olímpico de Córdoba, Córdoba                     |                                                          |
|                            |                  | Reporte |       | Asistencia: 30 667 espectadores Árbitro(s): César Orozco | Asistencia: 30 667 espectadores Árbitro(s): César Orozco |

### Segunda fase

#### Grupo A
| Equipo           | Pts | PJ | PG | PE | PP | GF | GC | Dif |
| ---------------- | --- | -- | -- | -- | -- | -- | -- | --- |
| Países Bajos     | 5   | 3  | 2  | 1  | 0  | 9  | 4  | 5   |
| Italia           | 3   | 3  | 1  | 1  | 1  | 2  | 2  | 0   |
| Alemania Federal | 2   | 3  | 0  | 2  | 1  | 4  | 5  | -1  |
| Austria          | 2   | 3  | 1  | 0  | 2  | 4  | 8  | -4  |

| 14 de junio de 1978, 13:45 | Alemania Federal | 0:0     | Italia | Estadio Monumental, Buenos Aires                             |                                                              |
|                            |                  | Reporte |        | Asistencia: 67 547 espectadores Árbitro(s): Dusan Maksimovic | Asistencia: 67 547 espectadores Árbitro(s): Dusan Maksimovic |

| 18 de junio de 1978, 16:45 | Alemania Federal            | 2:2 (1:1) | Países Bajos                  | Estadio Olímpico de Córdoba, Córdoba                                |                                                                     |
|                            | Abramczik 3' · D.Müller 70' | Reporte   | Haan 27' · van de Kerkhof 84' | Asistencia: 40 750 espectadores Árbitro(s): Ramón Barreto (Uruguay) | Asistencia: 40 750 espectadores Árbitro(s): Ramón Barreto (Uruguay) |

| 21 de junio de 1978, 13:45 | Austria                           | 3:2 (0:1) | Alemania Federal                | Estadio Olímpico de Córdoba, Córdoba                      |                                                           |
|                            | Vogts 59' (a.g.) · Krankl 66' 87' | Reporte   | Rummenigge 19' · Hölzenbein 68' | Asistencia: 38 318 espectadores Árbitro(s): Abraham Klein | Asistencia: 38 318 espectadores Árbitro(s): Abraham Klein |